# Титово (Тургиновское сельское поселение)
Титово — деревня в Калининском районе Тверской области, входит в состав Тургиновского сельского поселения. 

## География
Деревня расположена на берегу реки Скобра в 10 км на север от центра поселения села Тургиново и в 37 км на юг от Твери.

## История
В 1829 году в селе была построена каменная Вознесенская церковь с 4 престолами, метрические книги с 1789 года.
В конце XIX — начале XX века село входило в состав Ильинской волости Тверского уезда Тверской губернии. 
С 1929 года деревня являлась центром Титовского сельсовета Тургиновского района Тверского округа Московской области, с 1935 года — в составе Сухаревского сельсовета Калининской области, с 1963 года — в составе Тургиновского сельсовета Калининского района, с 2005 года — в составе Тургиновского сельского поселения.

## Население
| 1859 | 1886 | 2002 | 2010 |
| ---- | ---- | ---- | ---- |
| 242  | ↘144 | ↘3   | ↘1   |